# Museu Militar do Buçaco
O Museu Militar do Buçaco está localizado no lugar de Almas do Encarnadouro, na Serra do Buçaco, freguesia de Luso, Mealhada, Portugal.
O museu foi fundado em 27 de Setembro de 1910, por altura do 1.º Centenário da Batalha do Buçaco, em homenagem à vitória do exército Anglo-Luso. Foi inaugurado por D. Manuel II.
O seu acervo é composto por peças de armamento, equipamento, fardamento e outras, relacionadas com a Guerra Peninsular em geral, e a Batalha do Buçaco, em particular.
O edifício situa-se junto da Capela de Nossa Senhora da Vitória e Almas, que durante o período da batalha foi aproveitado pelos Frades Carmelitas Descalços do convento próximo, para acolher um hospital de sangue, onde foram assistidos os feridos da batalha de ambos os exércitos, sem qualquer distinção.